# Konsum Lübeck
Die   Konsumgenossenschaft Lübeck – auch kurz Konsum Lübeck – war eine Einzelhandels- bzw. Verbraucher-Genossenschaft, die 1904 aus einem  Konsumverein gegründet wurde.  Die Konsumgenossenschaft wurde 1972 mit anderen Genossenschaften in der Coop Schleswig-Holstein eG vereinigt, die 2019 alle Tätigkeiten im Einzelhandel an die Rewe-Gruppe veräußerte und  heute eine Vermögensverwaltung mit Immobilienbesitz und Firmenbeteiligungen mit 77.000 Mitgliedern ist (Stand: 2020).

## Aufbau und wirtschaftliche Stabilität

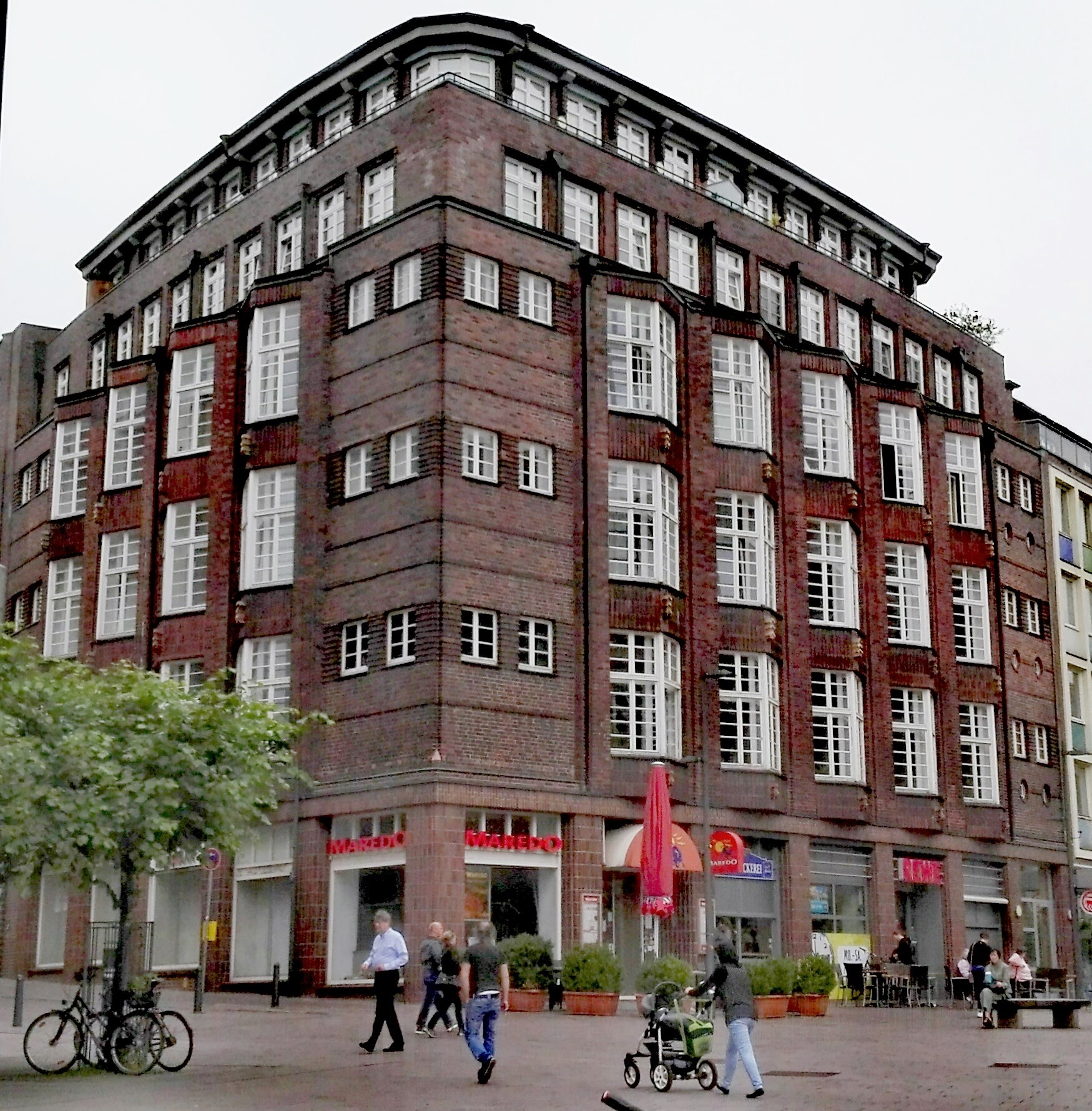
Das ab 1928 erbaute heute unter Denkmalschutz stehende Kaufhaus am Klingenberg des Konsumvereins für Lübeck und Umgegend

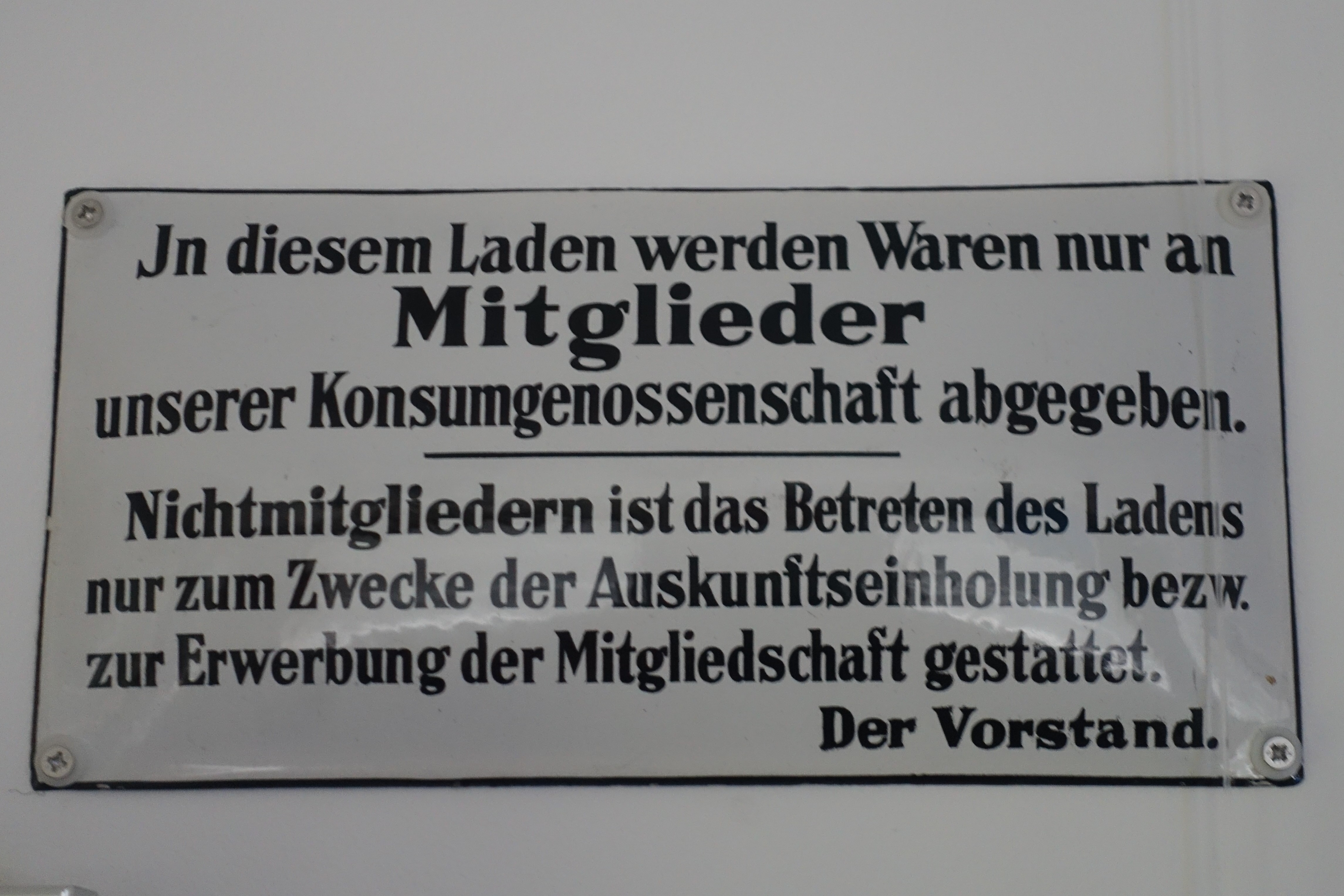
Emailleschild in den Verkaufsstellen der Konsumgenossenschaften um etwa 1925 im Hamburger Genossenschaftsmuseum

Im November 1904 wurde der Lübecker Konsumverein mit Unterstützung durch Heinrich Kaufmann vom Zentralverband deutscher Konsumvereine gegründet. Zwei Jahre zuvor war eine Gründung aufgrund der besonderen Verhältnisse in Lübeck nicht zustande gekommen. Auch wegen der Intervention von Rudolf Wissel.  Hintergrund war die schon seit 1899 bestehende Lübecker Genossenschaftsbäckerei – eine Produktivgenossenschaft, die über viele Mitglieder und Verteilstationen verfügte und Konkurrenz befürchtete. Die Genossenschaftsbäckerei hatte in der Lübecker Arbeiterbewegung  großen Zuspruch gefunden, nicht nur wegen der zuverlässigen und kostengünstigen Brotversorgung, sondern weil sie mit ihren Erträgen wichtige Einrichtungen für die Arbeiterbewegung geschaffen hatte, nämlich das „Vereinhaus“ (ab 1910 Gewerkschaftshaus) mit großen Fest- und Versammlungssaal und Räumlichkeiten für die Gewerkschaften, SPD und die Arbeiterzeitung „Lübecker Volksboten“. Auch viele Sozialdemokraten hatte dort eine Beschäftigung gefunden. Die Arbeiterbewegung stand dem neugegründeten „Konsumverein für Lübeck und Umgebung“ deshalb skeptisch und zurückhaltend gegenüber, obwohl die Konsumgenossenschaft gegenüber den kleinbürgerlichen Einzelhandel Vorteile bot: Qualität zu günstigen Preisen, Barzahlung (kein „Anschreiben“ wegen der Abhängigkeit), Verkauf nur an Mitglieder (Genossenschaftsgesetz von 1889), Mitbestimmung (jedes Mitglied hatte nur eine Stimme) und keine Gewinnorientierung (der Überschuss wurde als Rückvergütung ausgeschüttet). Trotzdem hatte es die Konsumgenossenschaft schwer wegen der Lübecker Genossenschaftsbäckerei neue Mitglieder zugewinnen. Erst Ende Juli 1905 wurde die erste Warenabgabestelle in der Fleischhauerstraße eröffnet. Die Genossenschaft hatte zu diesem Zeitpunkt 279 Mitglieder. 1910 verfügte man über 3000 Mitglieder und 11 Verteilungsstellen. 1914: 7500 Mitglieder. In Lübeck beim Güterbahnhof wurde ein großes Grundstück erworben. Eine Genossenschaftszentrale mit Zentrallager, Verwaltung, Wohnungen, Warenabgabestellen und Produktionsanlagen wurde gebaut. Auch im Umland wurden Warenabgabenstellen eingerichtet. 1929 waren 36 der 100 Warenabgabestellen außerhalb Lübecks bis nach Eutin und den Kreis Oldenburg. 1923 nahm eine eigene Großbäckerei den Betrieb auf. Der Konsumverein mit seinen 25.000 Mitgliedern konnte den Großbetrieb gut auslasten. Die Lübecker Genossenschaftsbäckerei verlor etwa 25 Prozent ihres Umsatzes. Eine Spareinrichtung war geschaffen worden und verwaltete 1930 19.0000 Sparkonten der Mitglieder des Konsumverein Lübeck. Auch der Wohnungsbau (1930 218 Wohnungen) wurde unterstützt. Der Konsumverein war vollständig in die Arbeiterbewegung integriert und seine Mitglieder wurden von „Wiege bis zur Bahre“ begleitet. Mitglieder waren der Reichstagsabgeordnete Julius Leber und der spätere Bürgermeister Paul Löwigt. Willy Brandt wuchs quasi im Konsum auf, weil Mutter und Großvater dort beschäftigt waren.
Zum 25. Jubiläum im November 1929 wurde das Kaufhaus am Klingenberg eröffnet, das zwischen Sandstraße, Mühlenstraße, Schmiedestraße und Pferdemarkt liegt. Der wuchtige Betonskelettbau mit expressionistischer Klinkerverblendung und Art-déco-Elementen im Innern war ein Entwurf der Lübecker Architekten Alfred Runge und Wilhelm Lenschow. Das Warenhaus verstand sich zunächst als reines Bekleidungskaufhaus. Nachdem man 1958 das gegenüberliegende Grundstück des kriegszerstörten Hotels Stadt Hamburg erworben hatte, wurde dort ein moderner Neubau errichtet und über eine doppelte Fußgängerbrücke mit dem Altbau verbunden. Er nahm am 7. November 1961 seinen Betrieb auf.

## Wirtschaftskrise und im Nationalsozialismus
Der Schwarze Freitag 1929 leitete die Finanz- und Wirtschaftskrise ein. Die volle Wirkung machte sich im Juli 1931 mit dem Zusammenbruch der Darmstädter und Nationalbank in Deutschland gravierend bemerkbar. In Lübeck schnellten die Arbeitslosenzahlen empor und führten zu starken Umsatzrückgänge, von denen das neue Kaufhaus besonders betroffen war. Auch die Angriffe der
Nationalsozialisten, die ein erklärter Gegner der Konsumgenossenschaft waren, trugen dazu bei. Nach der Machtergreifung durch die Nationalsozialisten mussten sich die Genossenschaften mit dem Regime arrangieren und nahmen Nationalsozialisten in die Vorstände auf. Mit einem massiven Stellenabbau und Einschränkung der Leistungen wurde die Sanierung eingeleitet. Die Machthaber wollten die Arbeiterschaft in das System einbinden und verzichten auf die Zerschlagung der Genossenschaften, wie von der NS-Basis und den Mittelstandsorganisationen gefordert wurde. Das Gesetz über die Auszahlung der Spareinlagen veranlasste den Konsum Lübeck Ende 1935 zur Auslösung. Mit der Liquidierung zum 31. Dezember 1935 hatte der Konsumverein Lübeck zwar als Genossenschaft und Firma aufgehört zu bestehen, nicht jedoch als faktisches Unternehmen der Lebensmittelversorgung. Da es für eine Privatisierung keine Interessenten gab, wurde im April 1936 unter dem Namen „Lübecker Lebensmittelgesellschaft“ eine Auffanggesellschaft gegründet, die quasi als Filiale der Großeinkaufsgesellschaft deutscher Konsumvereine (GEG) firmierte. Das Kaufhaus am Klingenberg wechselte 1937 den Besitzer. Als die Nationalsozialisten 1941 die verbliebenen Konsumvereine auflösten und deren Vermögen wie auch das der GEG in das „Gemeinschaftswerk der Deutschen Arbeitsfront“ überführten, betraf dies auch die Lübecker Lebensmittelgesellschaft. Deren Läden und Produktionseinrichtungen firmierten nun als „Versorgungsring Lübeck“. Auch das Kaufhaus wurde in das „Gemeinschaftswerk der DAF“ überführt.

## Neubeginn nach 1945
Am 9. Mai 1945, unmittelbar nach Kapitulation Deutschlands, übernahmen ehemalige hochrangige Genossenschaftler die alte GEG-Zentrale am Hamburger Beserbinderhof. Das Gleiche spielte sich auch in Lübeck ab. Am 1. Januar 1947 übertrug die Militärregierung der neuen „Konsumgenossenschaft Lübeck“ treuhänderisch den Geschäftsbetrieb des „Versorgungsrings Lübeck“. Die Rückgabe des Kaufhauses wurde durch ein Vergleichsverfahren möglich. Die Konsumgenossenschaft Lübeck konnte sofort mit voller Bandbreite konsumgenossenschaftlicher Dienstleistungen aufwarten, weil durch die Auffanggesellschaft die Infrastruktur vorhanden war. Der Neubeginn war aber mit einschneidenden Änderungen verbunden. Eine Beschränkung des Verkaufs an Mitglieder gab es nicht mehr. Die Rückvergütung wurde auf drei Prozent beschränkt und das Verbot der Spareinrichtungen der Nationalsozialisten wollte die Bundesregierung nicht aufheben. Wichtige Bestandteile der Genossenschaftsbewegung mussten aufgegeben werden und führten später zu einer zunehmenden Lösung von der Arbeiterbewegung bzw. sozialdemokratischen Milieu. Nachdem die Hamburger Produktion 1949, nach schwedischem Vorbild, den ersten bundesweiten Selbstbedienungsladen eröffnet hatte, konnte die Konsumgenossenschaft Lübeck am 7. November 1950 den ersten schleswig-holsteinischen Selbstbedienungsladen in Betrieb nehmen. 1965 hatte sich das Selbstbedienungskonzept vollständig durchgesetzt. Die Mitgliederzahl stieg von 8.000 auf 32.000 im Jahr 1965. Auch der Umsatz stieg von 4 Mill. DM (1947) auf 66 Mill. DM(1965). Der Wandel „vom Genossen zum Verbraucher“ führte langfristig zum Rückgang der Mitgliederzahlen. 1970 entstand das Plaza-Center mit 1.000 Parkplätzen im Stadtteil Buntekuh auf einer grünen Wiese. Die Verlagerung aus dem städtischen Raum begann und mit der autogerechten Großform wurde eine neue Strategie eingeleitet.

## Fusionen und Aufgabe des Einzelhandels
1969 wurden alle Konsumgenossenschaften unter dem Namen Coop zu einer korporativ erkennbaren Unternehmensgruppe zusammengeschlossen. Zugleich stand man unter Kosten- und Preisgesichtspunkten weiter unter Exansionsdruck, was den Konzentrationsprozess beschleunigte. Die Coop Lübeck schloss sich am 1. Januar 1972 mit der Coop Kiel zur Coop Schleswig-Holstein eG zusammen. Die Coop Schleswig-Holstein ist der Coop AG nicht beigetreten und hat ihre Eigenständigkeit bewahrt. Und so hat sie nach dem spektakulären Zusammenbruch der Coop AG unter ihrem Vorsitzenden Bernd Otto im Jahre 1989 als einer der wenigen westdeutschen Konsumgenossenschaften überlebt. Sie hatte sich inzwischen über mehrere Bundesländer ausgedehnt und war vor allem mit ihren Sky-Märkten in Schleswig-Holstein präsent.
Nachdem die coop eG in finanzielle Schieflage geraten war, wurde das operative Einzelhandels-Geschäft zwischen 2016 und 2019 schrittweise an die Rewe Group veräußert. Die Genossenschaft ist heute noch im Besitz von Immobilien und einigen Firmenbeteiligungen.
Vom Konsumverein und von der Konsumgenossenschaft Lübeck sind noch verschiedene Baulichkeiten erhalten, die an deren mehr als 100-jährige Geschichte erinnern: die ehemalige Zentrale an der Hansestraße mit den Wohnungen, mehrere ehemalige Filialen und vor allem aber das Kaufhaus am Klingenberg.